# A. H. Tammsaare

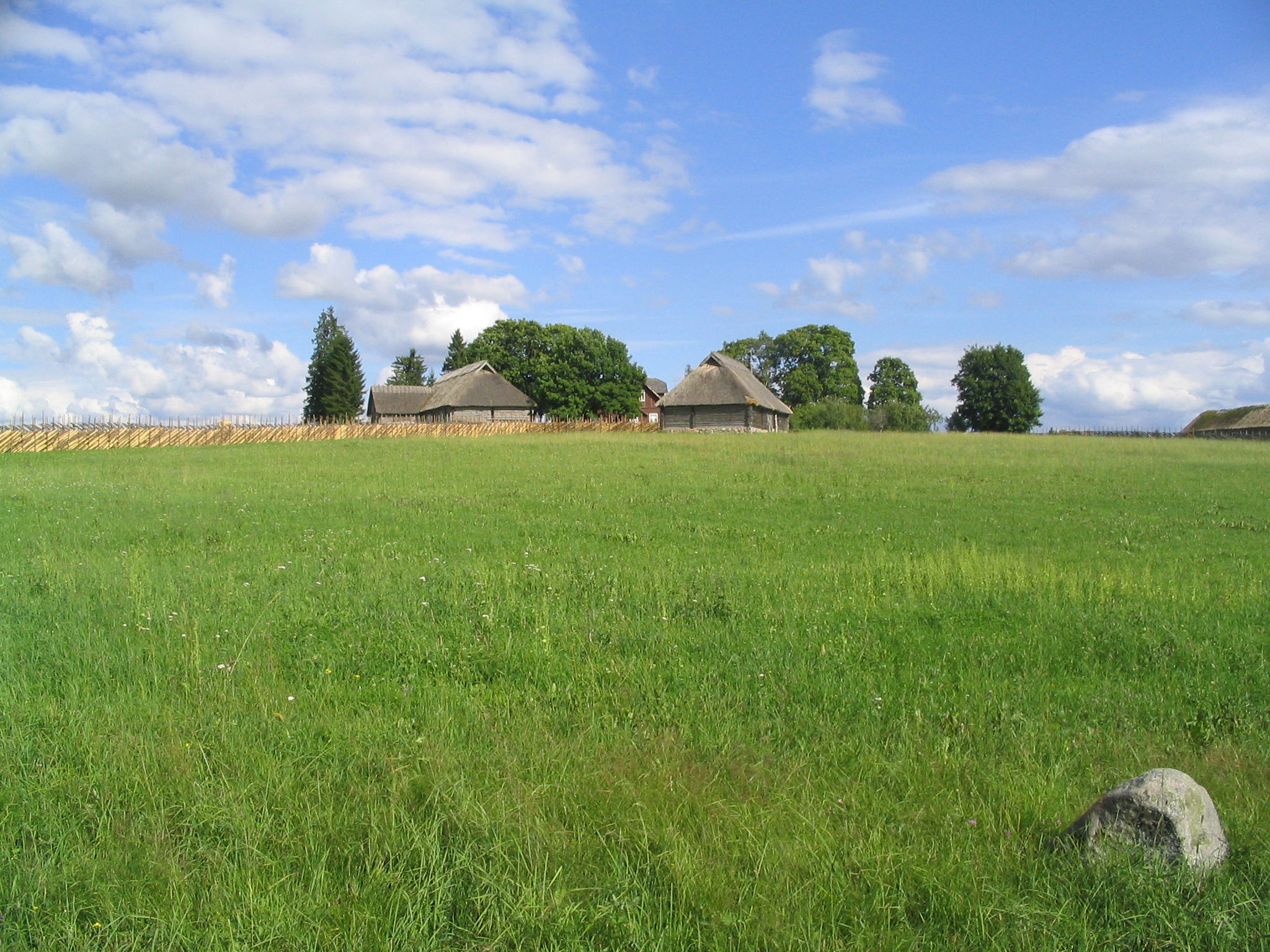
Gården där A. H. Tammsaare föddes.

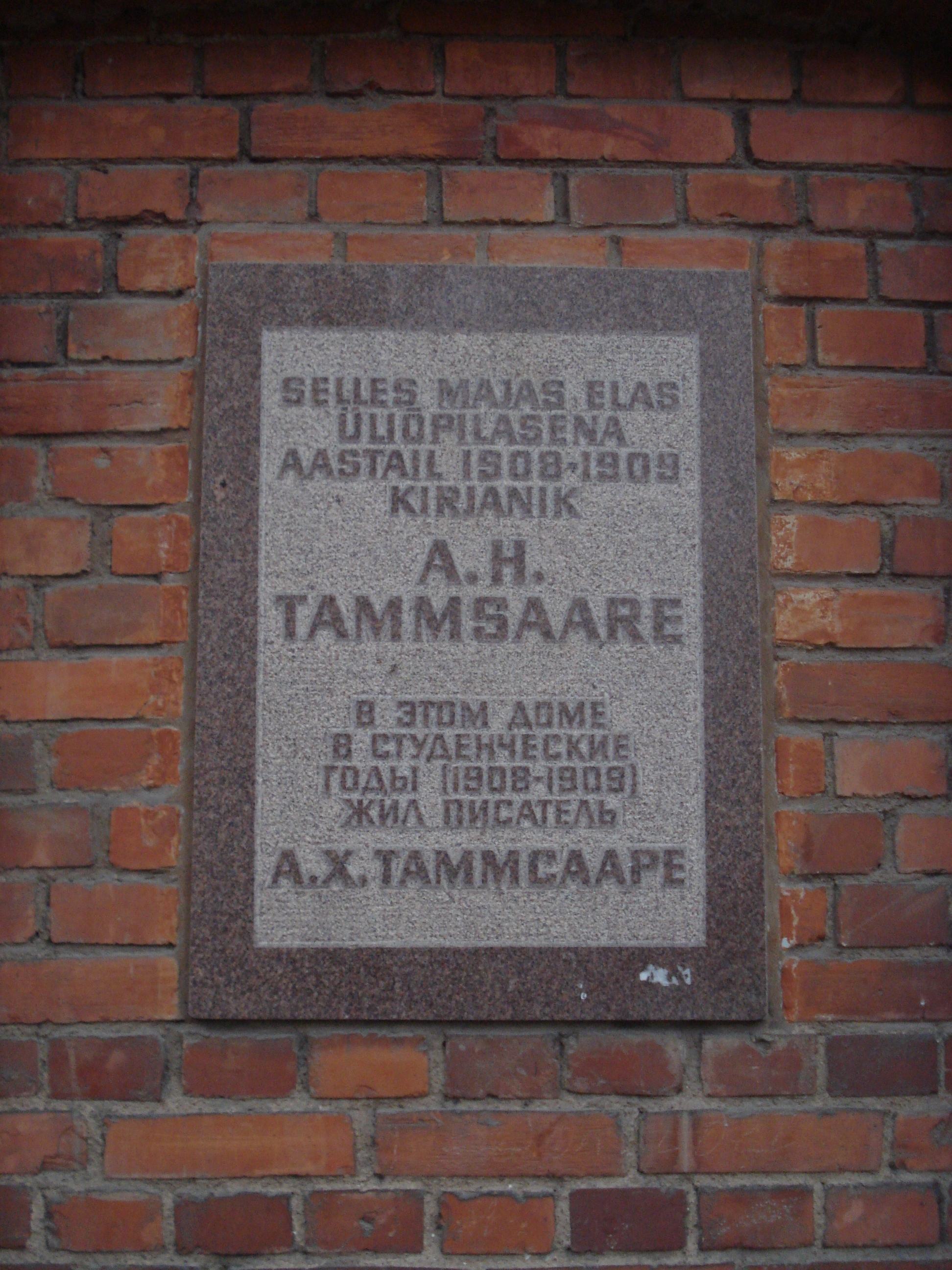
Minnestavla över A. H. Tammsaare i Tartu.

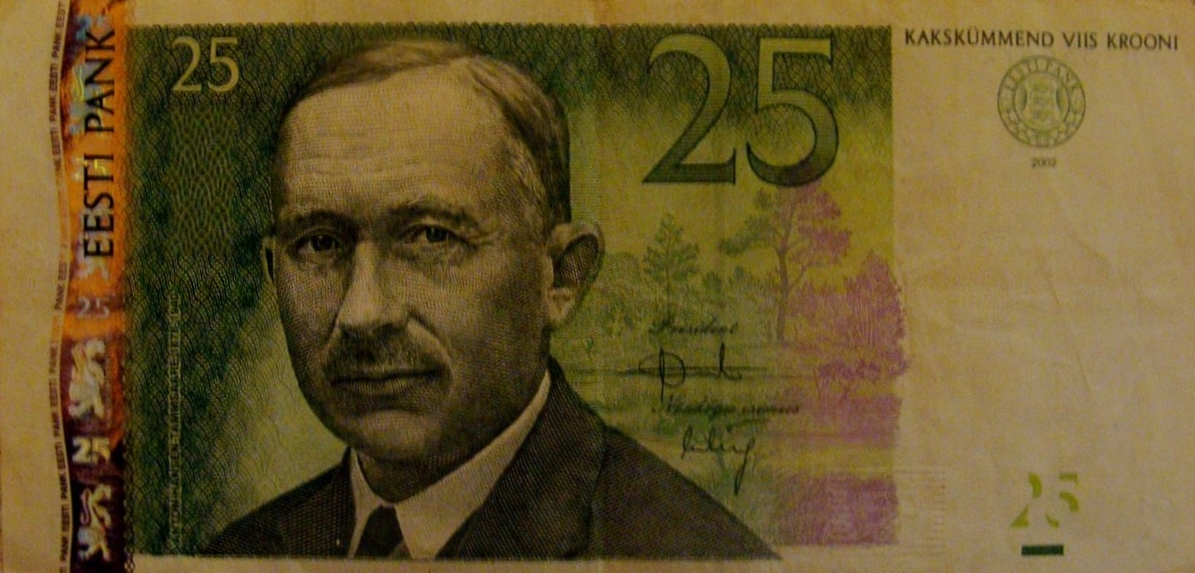
A. H. Tammsaare på den estniska 25-kronorssedeln.

A. H. Tammsaare (pseudonym; det finns andra kända pseudonymer Anton Hansen-Tammsaare osv; borgerligt namn Anton Hansen), född 30 januari 1878 på Tammsaare i Albu församling i Järvamaa, död 1 mars 1940 i Tallinn, var en av Estlands mest betydande författare under mellankrigstiden. Hans roman i fem delar Tõde ja õigus (Sanning och rättvisa, 1926-1933) ses som ett av de mest betydelsefulla verken i den estniska litteraturen.

## Biografi
Anton Hansen far var bonde och familjen fattig men man lyckades ändå bekosta Tammsaares utbildning. Familjen var relativt bildad och prenumererade på dagstidningar vilket få bönder i Estland  gjorde i slutet av adertonhundratalet. Anton studerade i Väike-Maarja och vid Hugo Treffner-gymnasiet i Tartu och senare vid universitet i samma stad, där han läste juridik. A. H. Tammsaares studier avbröts när han insjuknade i tuberkulos 1911. Han tillbringade ett år på sanatorium i Sotji och bodde i sex år hos sin bror i Koitjärve och läste verk av Cervantes, Shakespeare och Homeros.
Under sin studietid anslöt sig A. H. Tammsaare till Noor-Eesti, en grupp modernistiska författare och konstnärer som ville öka det kulturella utbytet mellan Estland och övriga Europa.
När Estland blev självständigt 1918 flyttade A. H. Tammsaare till Tallinn. Det var där han skrev sina mest kända verk. Hans motiv var Estlands historia och folk men i hans romaner finns anknytning till Henri Bergsons, Carl Jungs och Sigmund Freuds tankar och man har sett påverkan från författare som Knut Hamsun och André Gide i hans verk.

## Verk
A. H. Tammsaares tidiga verk präglas av en lyrisk, lantlig realism. En del av dem var präglade av de revolutionära stämningarna från den ryska revolutionen 1905. Under hans så kallade "andra period" 1908 till 1919 skrev han noveller och korta berättelser i stadsmiljö. I Poiss ja liblik (Pojken och fjärilen, 1915) syns A. H. Tammsaares påverkan av Oscar Wilde.
Tõde ja õigus (Sanning och rättvisa; 1926-1933) består av fem volymer utan egna titlar. Den första volymen har ibland ansetts starkast, med en skildring av bondelivet som påminner om Knut Hamsun och som gestaltar en estnisk nationalkaraktär, särskilt genom figurerna Andres och Pearu, två bönder i fejd. Den andra delen med sin skildring av studentlivet i Tartu är den kanske mest lästa i Estland idag. Den tredje volymen innehåller en beskrivning av den ryska revolutionen 1905, skildrat ur ett individperspektiv på ett sätt som påminner om Albert Camus romaner, snarare än ur ett ideologiskt perspektiv. Den slogs därför ofta samman med den andra delen av den sovjetiska censuren. Ibland har den ansetts som den konstnärligt svagaste delen, även om skildringen av revolutionen jämförts med Boris Pasternaks i Doktor Zjivago. A. H. Tammsaare själv menade senare att de fem volymerna beskrev människans förhållande till sitt land, till Gud, till samhället, till henne själv och människas uppgivenhet, respektive.
Sanning och rättvisa har översatts till tyska i sin helhet och den första volymen till franska, finska och polska, men mer läst utanför Estland blev A. H. Tammsaares sista roman Põrgupõhja uus Vanapagan (Djävulen utan pass).

## Utvalda verk
- Kaks paari ja üksainus, 1902 - Två par och en ensam
- Vanad ja noored, 1903 - Gamla och unga
- Raha-auk, 1907 - Aphålet
- Uurimisel, 1907 - Under planering
- Pikad sammud, 1908 - Långa steg
- Üle piiri, 1910 - Över gränsen
- Noored hinged, 1909 - Unga andar
- Poiss ja liblik, 1915 - Pojken och fjärilen
- Keelest ja luulest, 1915 - Om språk och poesi
- Kärbes, 1917 - Flugan
- Varjundid, 1917 - Skuggornas form
- Sõjamõtted, 1919 - Krigstankar
- Juudit, 1921 - Judit
- Kõrboja peremees, 1922 - Kõrbojas mästare
- Pöialpoiss, 1923 - Dvärgen
- Sic Transit, 1924 - Sic Transit (latin: så förgår)
- Tõde ja õigus I-V, 1926-33 - Sanning och rättvisa, Vol.1-5
- Meie rebane, 1932 - Vår räv
- Elu ja armastus, 1934 - Livet och kärleken
- Ma armastasin sakslast, 1935 - Jag älskade en tysk
- Kuningal on külm, 1936 - Kungen fryser
- Hiina ja hiinlane, 1938 - Kina och en kines
- Põrgupõhja uus Vanapagan, - 1939 - Djävulen utan pass
- Miniatures, 1977 - Miniatyrer
- Kogutud teosed, 1977-1993 (18 vol.) - samlade verk